# S/S Ewa
S/S Ewa är en svensk ångslup med hemmahamn på Färingsö.
Ångslupen Ewa är en kolibribåt, som byggdes som M/S Hormund som motoriserad varpbåt, eller timmerbogserare, för Dalarnas Flottningsförening. Hon gick som arbetsbåt på Hormunden i norra Dalarna från 1931. Fartyget såldes omkring 1967 till Torsång och byggdes om till nöjesångslup 1975-1978, av konstruktören Erik Werner Andersson. Hon döptes då om till Ewa efter dennes initialer och seglade på Runn fram till 1985. Hon såldes då till Slup Wäsman AB i Ludvika och senare 1998 till Hammar i Morgådshammar i Smedjebacken. År 2009 bytte hon ägare och kom då till Mälaren
S/S Ewa har också använts för passagerartrafik i Väsman vid Ludvika och senare i Strömsholms kanal.